# Antonio López Aviña
Antonio López Aviña (ur. 20 sierpnia 1915 w Chalchihuites, zm. 25 lutego 2004) – meksykański biskup katolicki.
Przyjął święcenia kapłańskie 29 października 1939. W czerwcu 1955 został mianowany biskupem Zacatecas, przyjął sakrę biskupią 21 września 1955 z rąk José Maríi Gonzáleza Valencii, arcybiskupa Durango. W grudniu 1961 został promowany na arcybiskupa Durango; odszedł na emeryturę w marcu 1993.
W grudniu 1985 udzielił sakry biskupiej przyszłemu kardynałowi, Norberto Rivera Carrera.